# 慕情
『慕情』（ぼじょう、Love Is a Many-Splendored Thing）は、1955年のアメリカ合衆国の恋愛映画。監督はヘンリー・キング、出演はジェニファー・ジョーンズとウィリアム・ホールデンなど。ベルギー人と中国人の血を引く女性医師ハン・スーインの同名の自伝的小説を映画化した作品である。
主題歌「慕情」は第28回アカデミー賞歌曲賞を受賞し、多くの歌手によりカバーされている。同曲を作曲したサミー・フェインはジャコモ・プッチーニの歌劇『蝶々夫人』のアリア「ある晴れた日に」を参考に作曲した。

## ストーリー
1949年、第二次大戦直後の香港。中国とイギリスのハーフの女医ハン・スーインは、病院勤めを続けながら、祖国である中国に帰る機会をうかがっていた。スーインの夫は中国国民党の将校だったが戦死し、中国は敵である共産党に支配されつつあった。しかし、孤独なスーインは医者として中国の貧しい人々に尽くすという思いに生きる希望を見出していた。
そんな時、アメリカ人の特派員マークと知り合うスーイン。二人は恋に落ち、結婚を意識し始めた。
お互いに、相手のためならば住む国は選ばない覚悟のスーインとマーク。だが、マークには別居中の妻がおり、恋人たちの関係は香港の白人社会や病院上層部にスキャンダル視された。
離婚の話し合いが難航する中、朝鮮戦争の取材を命じられるマーク。スーインは居づらくなった病院を辞め、友人宅でマークの帰りを待ち続けた。
しかし、そこに届いたのは、マークの戦死の知らせだった。

## 登場人物

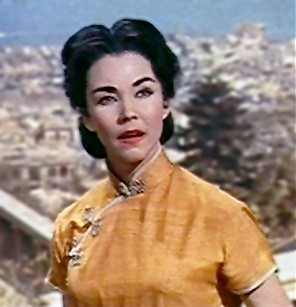
ジェニファー・ジョーンズ

ハン・スーイン
演 - ジェニファー・ジョーンズ
香港の医者。夫は戦死していた。なお、本作では父親が中国人、母親がイギリス人で、「ハン・スーイン」は本名という設定だが、実際は母親がベルギー人で「ハン・スーイン」は筆名である。
マーク・エリオット
演 - ウィリアム・ホールデン
新聞記者。特派員。シンガポールに妻がいるが夫婦関係はうまくいっていなかった。モデルはイギリス人特派員のイアン・モリソン。
アデライン・パーマー＝ジョーンズ
演 - イソベル・エルソム
病院の理事夫人。マークと交際しているスーインをたしなめる。
スザンヌ
演 - ジョージャ・カートライト
スーインの女学校時代の友人。イギリス人と中国人の血を引く奔放な女性。中国には未練がなく、イギリス人として振る舞う。
ハンフリー・パーマー＝ジョーンズ
演 - トリン・サッチャー
病院の理事。アデラインの夫。スザンヌを愛人にしている。
ジョン・キース医師
演 - マーレイ・マシソン
スーインの上司。
アン・リチャーズ
演 - ヴァージニア・グレッグ
スーインの友人。
ロバート・ハン
演 - リチャード・ロー
スーインの友人。
ノラ・ハン
演 - ソー・ヨン
スーインの友人。ロバートの妻。病院をやめさせられたスーインを自宅に居候させる。
セン医師
演 - カム・トン
スーインの同僚。中国共産党を支持し、中国に戻ることをスーインに強く勧める。
第三の叔父
演 - フィリップ・アーン
スーインの両親の死後、一族の家長に。重慶在住。スーインとマークの交際を認める。
スーチェン
演 - ドナ・マーテル
スーインの妹。姉のように自由に生きたいと願う。
オー・ノー
演 - キャンディス・リー
交通事故に遭った、身寄りのない少女。病院にてスーインの治療を受ける。スーインが病院を辞めさせられた後も、彼女と一緒に生活している。戦場にいるマークが命を落としたとき、この少女が赤い絵具を落とし、涙を流している。劇中ではフレール・ジャックを中国語で歌うシーンがあった。
第五の兄弟
演 - ジェームズ・ホン
スーインの親族。
リー・フー
演 - ケイ・ルーク
スーインのいとこ。スーインを出迎えた1人。

## キャスト
| 役名           | 俳優                     | 日本語吹替 | 日本語吹替                            | 日本語吹替                          | 日本語吹替                                                                                    |
| 役名           | 俳優                     | NETテレビ版 | フジテレビ版                          | 日本テレビ旧版                      | 日本テレビ新版                                                                                |
| -------------- | ------------------------ | --- | ------------------------------------- | ----------------------------------- | --------------------------------------------------------------------------------------------- |
| マーク         | ウィリアム・ホールデン   | 近藤洋介 | 近藤洋介                              | 木村幌                              | 小川真司                                                                                      |
| ハン・スーイン | ジェニファー・ジョーンズ | 里見京子 | 寺島信子                              | 岩本多代                            | 高島雅羅                                                                                      |
| キース医師     | マーレイ・マシソン       | 横森久 |                                       | 西田昭市                            |                                                                                               |
| スザンヌ       | ジョージャ・カートライト | 友部光子 |                                       | 此島愛子                            | 滝沢久美子                                                                                    |
| アデライン     | イソベル・エルソム       | 川路夏子 |                                       | 麻生美代子                          | 京田尚子                                                                                      |
| ハンフリー     | トリン・サッチャー       | 塩見竜介 |                                       | 大久保正信                          |                                                                                               |
| ロバート       | リチャード・ロー         | 国坂伸 |                                       |                                     |                                                                                               |
| ノラ           | ソー・ヨン               | |                                       | 藤夏子                              | 片岡富枝                                                                                      |
| 不明 その他    |                          | 島木綿子 上田敏也 浅井淑子 加藤修 嶋俊介 島美弥子 立壁和也 村越伊知郎 水島晋 仲木隆司 鈴木弘子 石森達幸 沢田敏子 稲葉まつ子 作間功 |                                       | 村松康雄 北原義郎 二又一成          | 千田光男 磯辺万沙子 有本欽隆 鈴木勝美 牛山茂 村松康雄 喜多川拓郎 鷹森淑乃 伊藤香弥子 水野龍司 |
|                |                          | |                                       |                                     |                                                                                               |
| 演出           | 演出                     | 小林守夫 |                                       |                                     |                                                                                               |
| 翻訳           | 翻訳                     | 山田小夜子 |                                       |                                     |                                                                                               |
| 効果           | 効果                     | 藤田信夫 遠藤堯雄 |                                       |                                     |                                                                                               |
| 調整           | 調整                     | 栗林秀人 |                                       |                                     |                                                                                               |
| 制作           | 制作                     | 東北新社 |                                       |                                     |                                                                                               |
| 解説           |                          | 淀川長治 | 高島忠夫                              | 水野晴郎                            | 水野晴郎 永井美奈子                                                                           |
| 初回放送       |                          | 1969年10月5日 『日曜洋画劇場』 | 1973年10月26日 『ゴールデン洋画劇場』 | 1981年11月18日 『水曜ロードショー』 | 1990年1月1日 『新春映画劇場』 ※ノーカット                                                     |

※『吹替の名盤』シリーズ＜テレビ吹替音声収録＞DVDとBDにはNETテレビ版の日本語吹替が収録（約95分）。

## スタッフ
- 監督：ヘンリー・キング
- 音楽：アルフレッド・ニューマン
- テーマ音楽：サミー・フェイン
- 映画プロデューサー：バディ・アドラー

### 日本語版
|            | NETテレビ版 | 日本テレビ旧版       |
| ---------- | ----------- | -------------------- |
| 演出       | 小林守夫    | 長野武二郎           |
| 翻訳       | 山田小枝子  | 入江敦子             |
| 調整       | 栗林秀人    | 遠西勝三             |
| 中国語監修 | -           | 洪琼娥               |
| 制作       | 東北新社    | コスモプロモーション |

## 原作
- 『慕情』 深町真理子訳、角川文庫、1970年

## 主題歌
ポール・フランシス・ウェブスター作詞、サミー・フェイン作曲による主題歌「慕情（原題：Love Is a Many-Splendored Thing）」はフォー・エイセスが歌い、第28回アカデミー賞歌曲賞を受賞。映画音楽史上屈指の名作といわれるこの主題歌は、1960年にコニー・フランシス、1963年にアンディ・ウィリアムス、1964年にフランク・シナトラやマット・モンロー、1966年にナット・キング・コール、1995年にエンゲルベルト・フンパーディンクがカバーするなど、多くの歌手によりカバーされており、1955年12月には雪村いづみが映画の日本語タイトルと同じ「慕情」というタイトルで、1番は英語でカバーし、2番は佐伯孝夫が訳した日本語の歌詞でカバーしたバージョンをシングルで発売している。

## 作品の評価

### 映画批評家によるレビュー
Rotten Tomatoesによれば、15件の評論のうち高評価は53%にあたる8件で、平均点は10点満点中6点となっている。

### 受賞歴
| 賞                                 | 部門                                            | 対象                                                                           | 結果       |
| ---------------------------------- | ----------------------------------------------- | ------------------------------------------------------------------------------ | ---------- |
| 第28回アカデミー賞                 | 作品賞                                          |                                                                                | ノミネート |
| 第28回アカデミー賞                 | 主演女優賞                                      | ジェニファー・ジョーンズ                                                       | ノミネート |
| 第28回アカデミー賞                 | 劇・喜劇映画音楽賞                              | アルフレッド・ニューマン                                                       | 受賞       |
| 第28回アカデミー賞                 | 歌曲賞                                          | 「慕情」 作詞：ポール・フランシス・ウェブスター 作曲：サミー・フェイン         | 受賞       |
| 第28回アカデミー賞                 | 録音賞                                          | 20世紀フォックスサウンド部                                                     | ノミネート |
| 第28回アカデミー賞                 | 美術監督賞（カラー作品）                        | 美術：ライル・ウィーラー、ジョージ・デイヴィス 装置：ウォルター・M・スコット、 | ノミネート |
| 第28回アカデミー賞                 | 撮影賞（カラー作品）                            | レオン・シャムロイ                                                             | ノミネート |
| 第28回アカデミー賞                 | 衣裳デザイン賞（カラー作品）                    | チャールズ・ルメイアー                                                         | 受賞       |
| 第13回ゴールデングローブ賞         | 国際賞（Promoting International Understanding） |                                                                                | 受賞       |
| 第21回ニューヨーク映画批評家協会賞 | 主演女優賞                                      | ジェニファー・ジョーンズ                                                       | ノミネート |